# (38270) Wettzell
(38270) Wettzell est un astéroïde de la ceinture principale.

## Description
(38270) Wettzell est un astéroïde de la ceinture principale. Il fut découvert le 11 septembre 1999 à Heppenheim par l'observatoire d'Heppenheim. Il présente une orbite caractérisée par un demi-grand axe de 2,55 UA, une excentricité de 0,25 et une inclinaison de 14,5° par rapport à l'écliptique.

## Compléments